# 神田昌典
神田 昌典（かんだ まさのり、1964年 - ）は、日本の経営コンサルタント・作家。アルマ・クリエイション株式会社　代表取締役、「フューチャーマッピング（R）」開発者、読書会『リード・フォー・アクション』主宰。

## 人物・経歴
開成中学校・高等学校を経て、1987年、上智大学外国語学部英語学科卒業。1989年、ニューヨーク大学経済学修士（MA取得）。1992年、ペンシルベニア大学ウォートン・スクール経営学修士（MBA取得）。大学3年のときに外交官試験に合格し、4年次から外務省経済局に勤務。戦略コンサルティング会社、米国家電メーカー・ワールプール・コーポレーションの日本代表として活動後、1998年、経営コンサルタントとして独立。2007年、株式会社ALMACREATIONS（2018年アルマ・クリエイション株式会社に社名変更）を創設し、コンサルティング、執筆、講演、講師活動等を行っている。『GQ JAPAN』（2007年11月号）では、日本のトップマーケターに選出。2012年度、アマゾン年間ベストセラーランキング・ビジネス部門で第一位。著書累計出版部数は350万部を超える。2013年、米国より招聘され、自ら開発した思考法『フューチャーマッピング』の講座を開催したところ、世界から集まった知的プロフェッショナル200人の間で大絶賛のスタンディングオベーションとなり、2014年からは全世界展開されることになった。2018年、世界的権威あるマーケティング・アワードであるエコー賞の国際審査員を務める。ビジネス分野のみならず、教育界でも精力的な活動を行っており、現在、非営利活動法人学修デザイナー協会の理事を務める。

## 活動
1998年、経営コンサルタントとして独立。顧客獲得実践会（現在、次世代マーケティング実践会）を創設。
1998年には作家としてデビュー。GQ JAPAN（2007年11月号）では、“日本のトップマーケター”に選出。ダイレクトマーケティングの第一人者とされている

### 社会活動
教師が中心になって子どもたちのために新しい授業法などを研究する、非営利活動法人学修デザイナー協会の理事を務める。

## 著作

### 主な著書
- 「新版　小予算で優良顧客を集める」 ISBN 4478017328
- 「60分間・企業ダントツ化プロジェクト」 ISBN 447837421X
- 「あなたの会社が90日で儲かる!-感情マーケティングでお客をつかむ」 ISBN 4894510928
- 「口コミ伝染病-お客がお客を連れてくる実践プログラム」 ISBN 4894511096
- 「仕事のヒント」ISBN 4894512041
- 「成功者の告白 5年間の起業ノウハウを3時間で学べる物語」 ISBN 4062120569
- 「あなたの悩みが世界を救う！」 ISBN 4478703604
- 「なぜ春はこない?」 ISBN 4408395242
- 「非常識な成功法則」ISBN 4894511304
- 「お金と英語の非常識な関係」 ISBN 4894511711、ISBN 489451172X
- 「全脳思考」ISBN 4478008361
- 「大発見 ― 夢を現実にするメカニズム」（自費出版）

### 小説
- 「人生の旋律」ISBN 4062124955
- 「お金と正義」ISBN 4569655548

### 翻訳書
- ポール・R・シーリィ著「あなたもいままでの10倍速く本が読める」
- トニー・ブザン著「ザ・マインドマップ」
- ハリー・S・デント・ジュニア著「バブル再来」
- セス・ゴーディン著「『新しい働き方』ができる人の時代」

### 監訳書
- 「ザ・コピーライティング」 ISBN 4478004536
- 「伝説のコピーライティング」 ISBN 4478014493
- 「ザ・マーケティング 基本篇／応用編」　ASIN: B008AGPB2S

### 共著
- 「日本人の成功法則」（渡部昇一との共著 フォレスト出版） ISBN 978-4894519299